# 통계장론
통계장론(statistical field theory)은 물리학 용어로, 유한한 온도에서의 장론이다.

## 전개
민코프스키 공간에서 유클리드 공간으로 윅 회전(Wick rotation)을 수행함으로써, 통계장론의 많은 결과가 그것의 양자적 결과에 직접적으로 적용될 수 있다. 통계장론의 상관 함수는 슈윙거 함수(Schwinger function)라고 불린다. 슈윙거 함수는 오스테르발더-슈라더 공리(Osterwalder–Schrader axioms)라고 불리는 일련의 공리를 따른다.

## 응용
통계장론은 쿼크-글루온 플라스마와 같은 고온의 양자장론적 계뿐만 아니라, 고분자 필름이나 나노구조의 혼성중합체나 고분자 전해질같은 고분자 물리학이나 생물물리학의 계를 표현하는 데에도 널리 사용된다.